# Mästerkatten i stövlar
Mästerkatten i stövlar è un film svedese del 1918 diretto da John W. Brunius, con Gösta Ekman.

## Trama[3][4]
Jörgen Steenfeld è innamorato della giovane orfana Helga, che vive, con la vecchia nutrice, nelle vicinanze. Jörgen, volendosi accasare con Helga viene ad apprendere che l’eredità che avrebbe dovuto ricevere da suo zio, da poco defunto, in realtà consiste in nulla, poiché gli interi suoi possedimenti sono ipotecati, tramite un usuraio, a favore di von Wildenbrück, un vecchio fedele amico di suo zio. L’unico modo di trarsi d’impaccio sarebbe, come suggerisce von Wildenbrück per venirgli incontro in qualche modo, sposare la giovane facoltosa Rose Markdanner, presso la quale, pare, può nutrire buone speranze.
Jörgen, a malincuore, si decide a chiedere e ad ottenere la mano di Rose, in ciò spinto da un suo ex-compagno di Università, soprannominato il “Gatto con gli stivali” che proprio allora compare, altrettanto spiantato, presso Jörgen, e si incarica di curare con ogni astuzia possibile gli affari dell’amico.
Il “Gatto”, che nel frattempo si innamora, ricambiato,  di Rose, riesce, con le sue macchinazioni, conoscendo la predilezione di Jörgen per Helga, che è distrutta per l’abbandono da parte del fidanzato, a mandare a monte il fidanzamento di Jörgen con Rose, ma non ad impedire la messa all’asta dei possedimenti dell’amico.
All’asta, tuttavia, l’usuraio viene battuto da un’offerta incontrobattibile fatta inaspettatamente dal “Gatto”. Ma, si scopre,  egli stava agendo per conto di von Wilderbrück: un fatto imprevedibile è infatti intercorso, a seguito del quale Jörgen entra in possesso, insieme a Helga, che diverrà sua moglie, delle tenute contese.
Via libera, allora, anche per l’unione del “Gatto” con Rose.